# Fastolf-meester

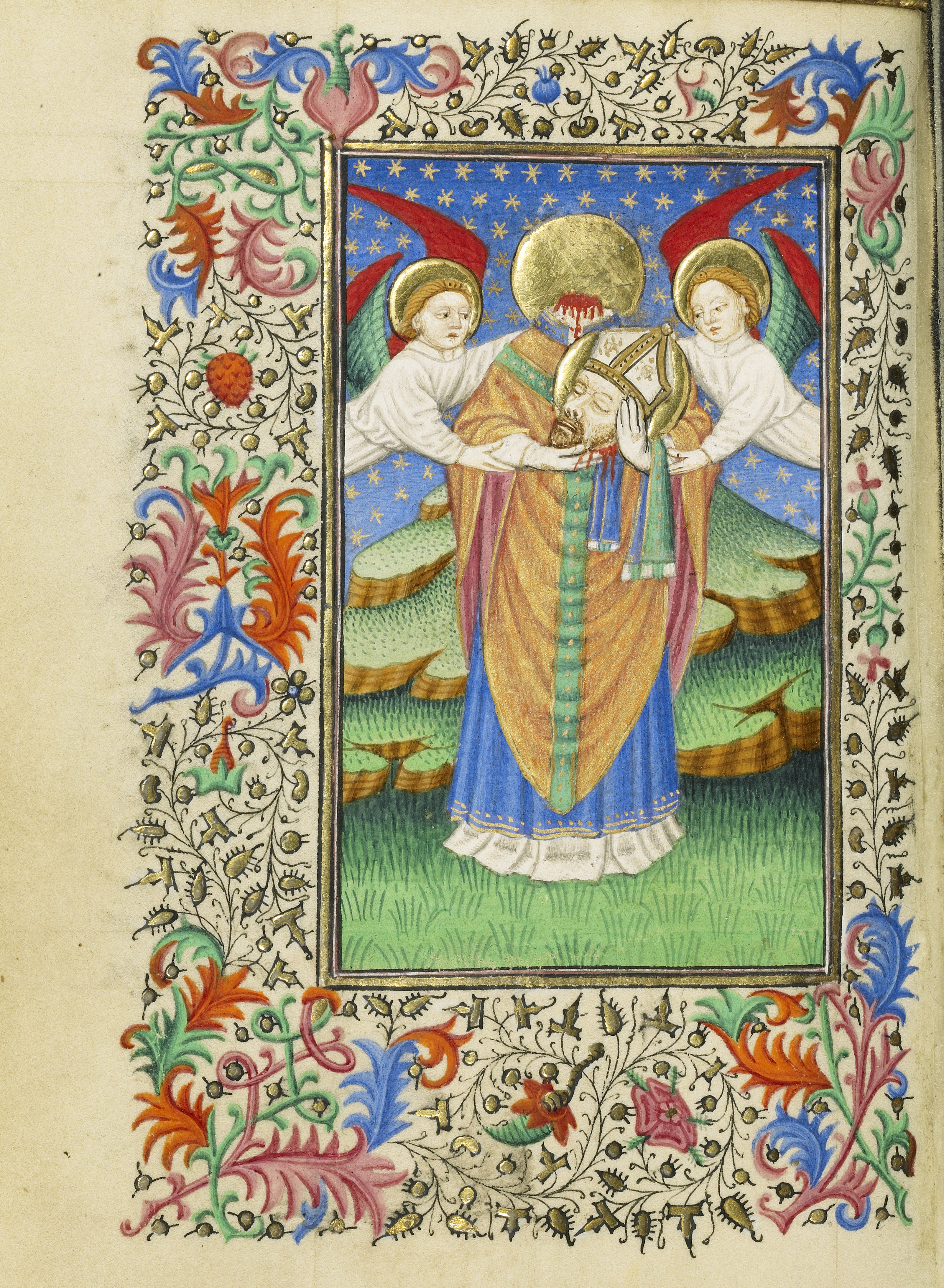
Fastolf-meester, de heilige Dionysius van Parijs met zijn hoofd in zijn handen.

De Fastolf-meester is de noodnaam van een anonieme 
miniaturist die actief was in Frankrijk en in Engeland in het tweede kwart van de 15e eeuw. Hij kreeg zijn noodnaam van Otto Pächt naar een handschrift dat hij verluchtte in Engeland voor Sir John Fastolf omstreeks 1450. Dit boek bevatte de Quatre vertus cardinales van een anonieme schrijver en het Epître d’Othéa van Christine de Pizan. Het wordt nu bewaard in de Bodleian Library in Oxford als Lib., MS. Laud. misc. 570. Het werd geschreven door de Engelse kopiist Ricardus Franciscus.

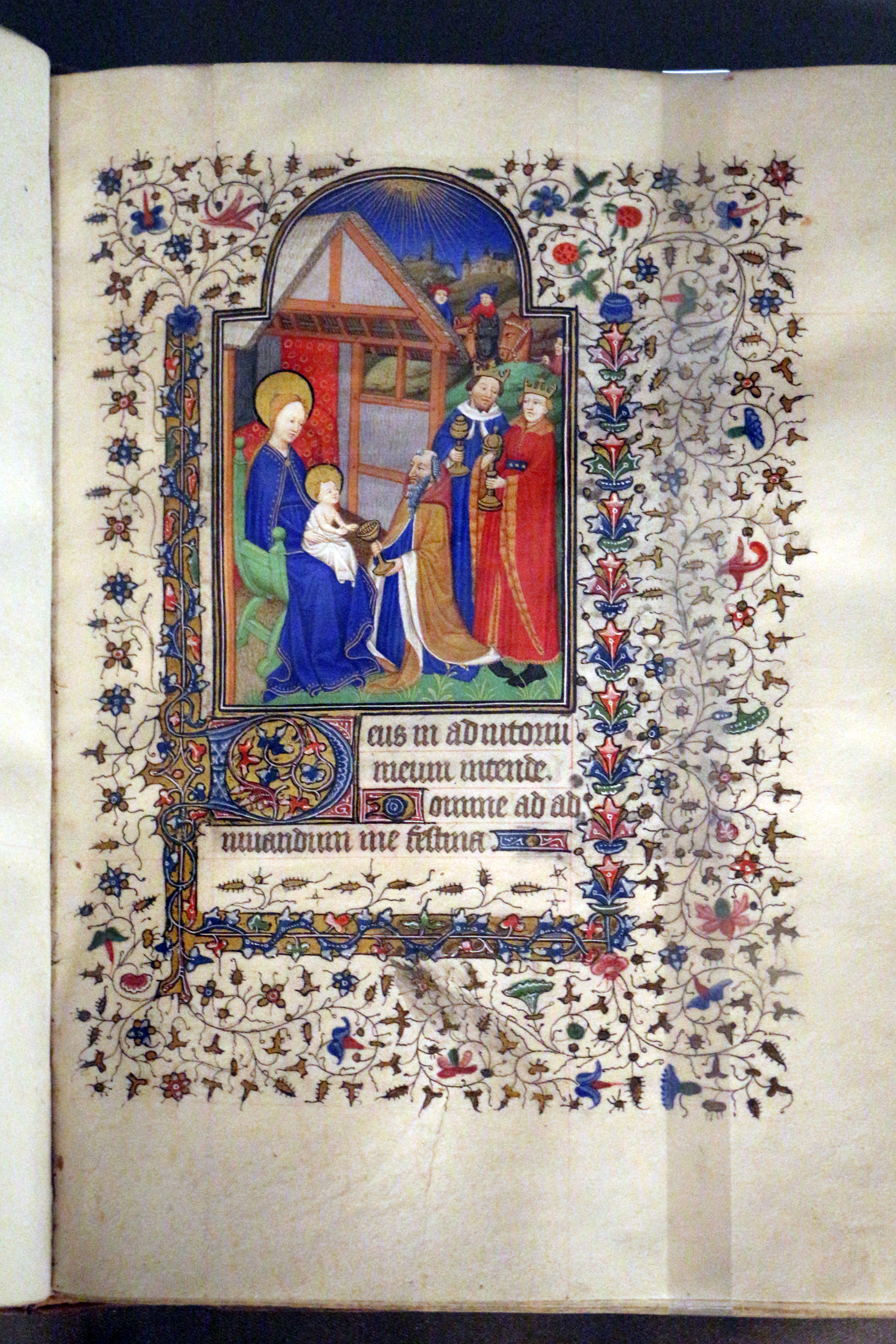
Fastolf-meester, Aanbidding der wijzen.

## Biografische elementen
Voor 1420 werkte hij in Parijs samen met de Boucicaut-meester en verhuisde daarna naar Rouen dat in handen was van de Engelsen. Voor de overgave van Rouen door de Engelsen aan de Fransen in 1449 vestigde hij zich in Engeland.

## Stijlkenmerken
Men kan zijn werk herkennen aan de vlakke motieven, getekend met dikke lijnen. Hij geeft volume aan zijn personages door het modelleren van de plooien in de gewaden. Zijn figuren zijn hoekig en lang. Hij probeert een driedimensionaal effect te geven aan de architecturale elementen in zijn composities, maar zijn landschappen zijn vlakke compilaties van gestileerde natuurlijke objecten. Hij gebruikt veel goud in zijn sterrenhemels wat het diepteeffect van elkaar overlappende elementen in het landschap teniet doet.

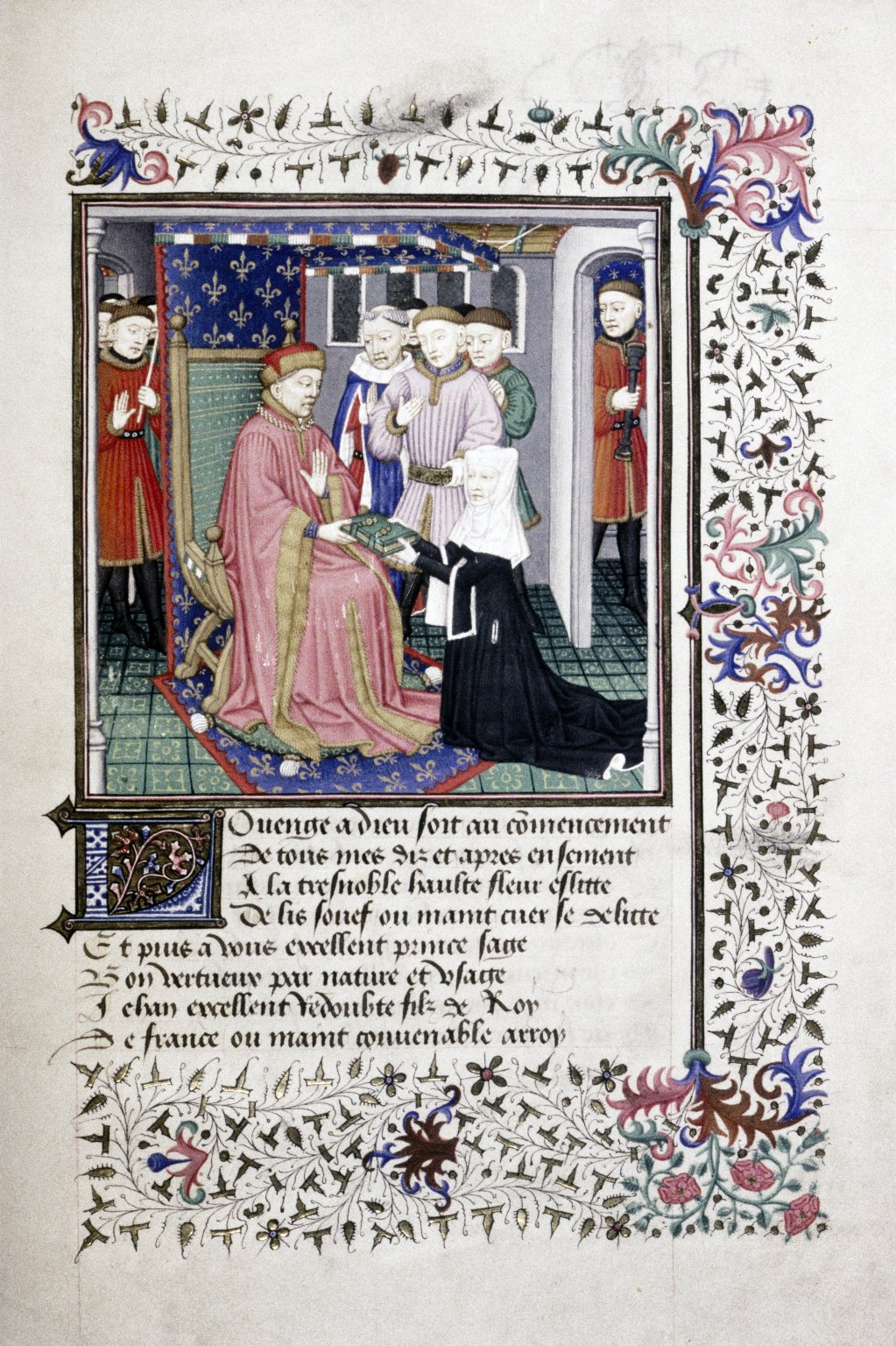
Fastolf-meester, Epitre d'Othea f24r, Christine de Pizan en Jean de Berry

## Werken
Hierbij een lijst van werken die aan de meester worden toegeschreven of waaraan hij heeft meegewerkt.
- Cambridge, St John's College, Ms N 24, getijdenboek van Margaret Beaufort voor gebruik[3] in Coutances, Rouen, ca. 1440-1445.[4]
- Chicago, Newberry Library, Tripp getijden voor gebruik in Rouen, ca. 1435
- Londen, British Library, Ms add 27948, getijdenboek, Brugge, ca 1400-1415 Beaufort-meester, ca 1440-1450, Fastolf-meester.[5]
- Londen, British Library, Ms Harley 2915, getijdenboek voor gebruik in Sarum, ca 1440-1450.[6]
- Malibu, J. Paul Getty Museum, Ms 5, getijdenboek, Engeland of Frankrijk, ca 1430-1440.[7]
- New York, Pierpont Morgan Library, Ms G 9, Berkeley getijden voor gebruik in Sarum, Zuid-Engeland, ca 1440-50.[8]
- New York, Pierpont Morgan Library, Ms M 27, Jean Guerin getijden, Rouen, ca 1420-1430.[9]
- New York, Pierpont Morgan Library, Ms M 105, William Porter getijden, Rouen, ca 1420-1425[10]
- New York, Pierpont Morgan Library, Ms M 1000, Strawberry getijden voor gebruik in Parijs, Parijs ca 1420[11]
- Oxford, Bibliotheek Keble College, Ms 38, missaal, ca 1440-1450
- Oxford, Bodleian Library, Ms Hatton 45, Psalter.[12]
- Oxford, Bodleian Library, Ms auct D INF 2.11; getijdenboek voor gebruik in Sarum, ca 1440-1450.[13]
- Oxford, Bodleian Library, Ms Laud Misc. 570, Quatre vertus cardinales van een anonymus, en L’Épitre à Othea van Christine de Pizan, , Engeland 1450 voor John Fastolf.[14]
- Parijs, Bibliothèque de l’Arsenal, Getijdenboek voor gebruik in Coutances, Ms 560.[15]
- Parijs, Bibliothèque de l’Arsenal, Ms 575, Loredan getijden voor gebruik in Rome, ca. 1440-1450
- Parijs, Bibliothèque Sainte-Geneviève, Ms 1015, Livre du gouvernement des rois et des princes vertaald door Henri de Gauchi, ca. 1430-1440.[16]
- Philadelphia, Free Library of Philadelphia, Rare Books Department, Ms Widener 1, Jacques Bruyant, La Voie de Povreté ou de Richesse, Parijs of Rouen, c. 1430-40.[17]
- Utrecht, Museum Catharijneconvent, Ms ABM h 4a, gebedsrol, Rouen, ca. 1440.[18]
- Vaticaanstad, Biblioteca Apostolica Vaticana, Ms Vat lat 14395 (York 1), getijdenboek voor gebruik in Therouanne, ca. 1430-40.
- Windsor, Royal Library, Sobieski Getijden, Parijs, RCIN 1142248, ca 1420-1425.[19]

- Bibliothèque nationale de France: cb16620289k (data)
- Library of Congress Control Number: nr97038358
- Nederlandse Thesaurus van Auteursnamen: 322747392
- Union List of Artist Names: 500007588
- Virtual International Authority File: 46671316
- WorldCat: E39PCjGCvVXfjYGvfyRJDbgX8d